# 正阳街道 (扎兰屯市)
正阳街道，是中华人民共和国内蒙古自治区呼伦贝尔市扎兰屯市下辖的一个乡镇级行政单位。

## 行政区划
正阳街道下辖以下地区：
永安社区、民乐社区、沿河社区和红旗社区。